# Arrondissement Arras
Arrondissement Arras je francouzský arrondissement ležící v departementu Pas-de-Calais v regionu Hauts-de-France. Člení se dále na 8 kantonů a 358 obcí.

## Kantony
od roku 2015:
- Arras-1
- Arras-2
- Arras-3
- Auxi-le-Château (část)
- Avesnes-le-Comte
- Bapaume
- Brebières
- Saint-Pol-sur-Ternoise

před rokem 2015:
- Arras-Nord
- Arras-Ouest
- Arras-Sud
- Aubigny-en-Artois
- Auxi-le-Château
- Avesnes-le-Comte
- Bapaume
- Beaumetz-lès-Loges
- Bertincourt
- Croisilles
- Dainville
- Heuchin
- Marquion
- Pas-en-Artois
- Saint-Pol-sur-Ternoise
- Vimy
- Vitry-en-Artois